# Hypocoela turpisaria
Hypocoela turpisaria là một loài bướm đêm trong họ Geometridae.